# Francesco Sozzi

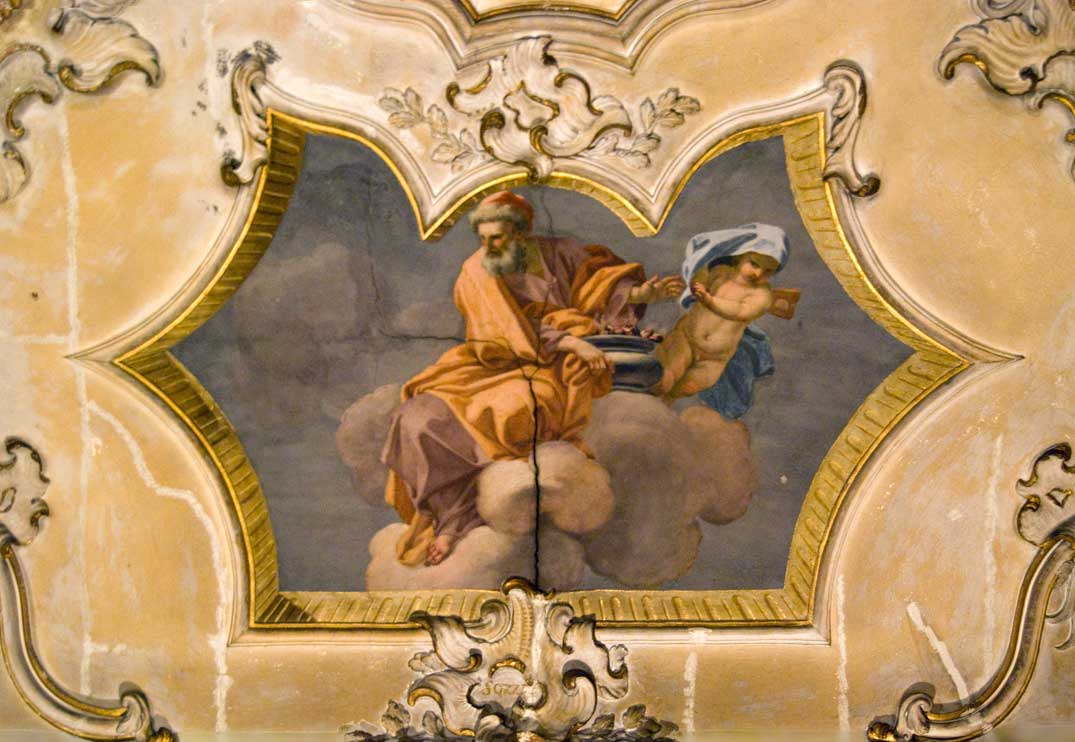
LHiver (1760), fresque, Palazzo Isnello, Palerme.

Francesco Sozzi (Palerme, 26 octobre 1732 - 1795) est un peintre italien qui fut actif au XVIIIe siècle.
Il était le fils de Olivio Sozzi et le beau-frère de Vito d'Anna.

### Sources
- (it) Cet article est partiellement ou en totalité issu de l’article de Wikipédia en italien intitulé « Francesco Sozzi » (voir la liste des auteurs).